# Karlskrona IK
Karlskrona IK var en ishockeyklubb i Karlskrona, Sverige. Klubben bildades 1970 i en sammanslagning av klubbarna Långö AIK (bildad 1932) och Karlskrona HC (bildad 1966) som i sig var en sammanslagning av föreningarna Hästö IF (bildad 1938), Saltö BK (bildad 1930) och Karlskrona HF (bildad 1959). Karlskrona IK gick i konkurs 2001. Ny klubb på orten blev Karlskrona HK.
Klubben spelade i Division I från säsongen 1975/1976 till 1983/1984. Bästa resultatet nåddes säsongerna 1978/1979 och 1979/1980 då man kvalade till Elitserien. 1980 var det bara en förlust mot Mora IK som skilde dem från spel i högsta serien. Lagets mest kände spelare torde vara Håkan Loob som kom till föreningen inför säsongen 1977/1978.